# Gino De Marchi
Gino De Marchi (Fossano, 19 maggio 1902 – Mosca, 3 giugno 1938) è stato un regista e antifascista italiano, vittima dello stalinismo.
Comunista, emigrato in Unione Sovietica, nel periodo delle "Grandi purghe" fu arrestato,
condannato per trotskismo e spionaggio e fucilato. Ottenne la riabilitazione nel 1956.

## Biografia

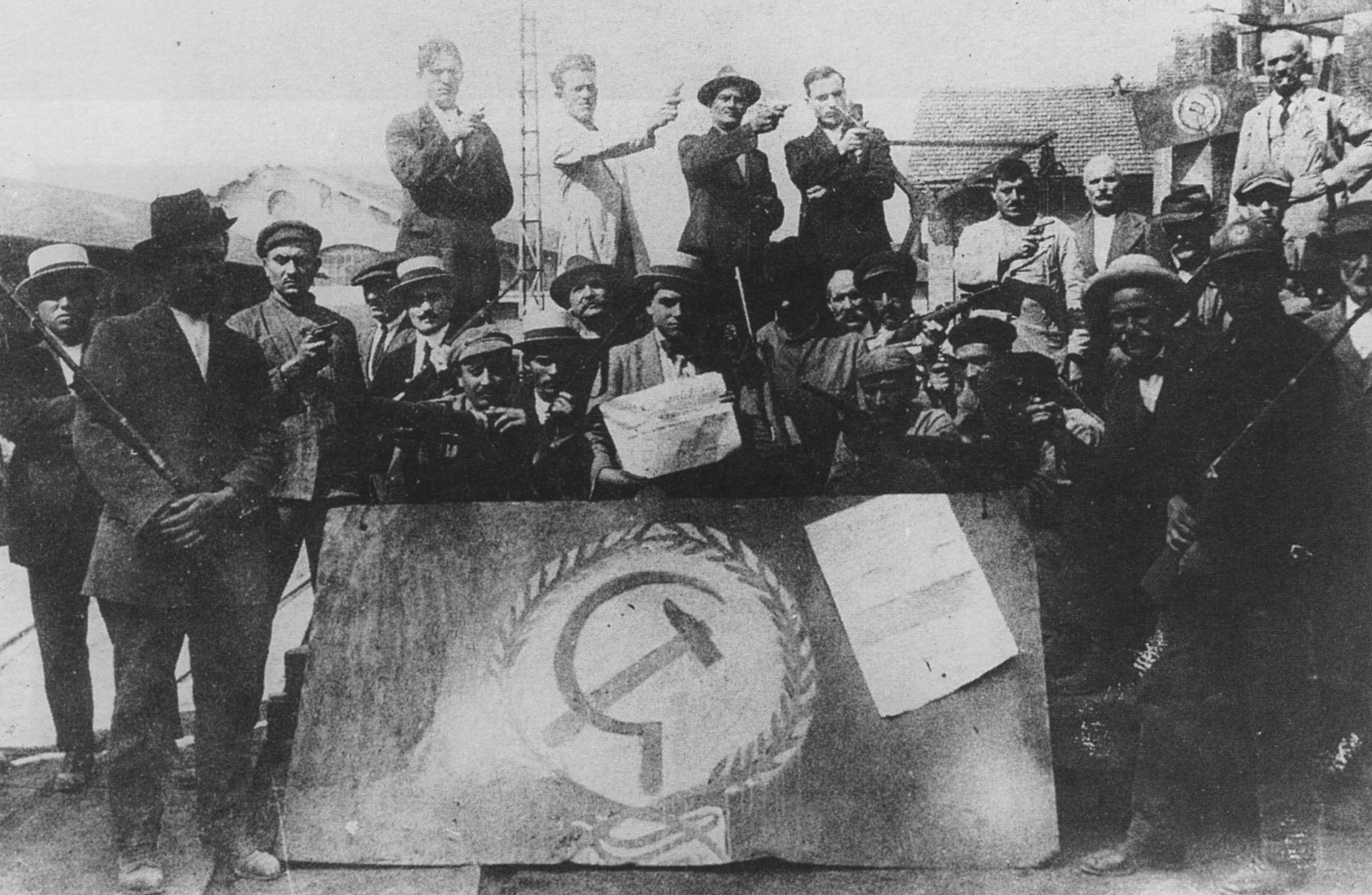
Occupazione delle fabbriche (1920)

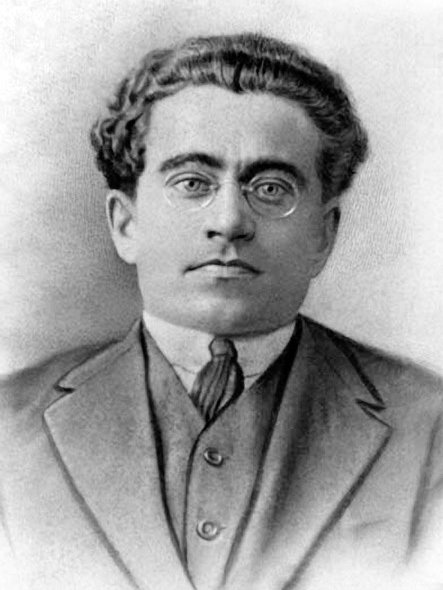
Antonio Gramsci (1922), intervenne a favore di De Marchi

Nato a Fossano, in provincia di Cuneo, nel 1902, dopo la morte del padre, a soli quattordici anni, lasciò la casa materna e il paese natale per lavorare in fabbrica a Torino come operaio e, ancora giovanissimo, pubblicò nel 1919 il libro di poesie Il rogo, dedicato allo scrittore e giornalista francese Henri Barbusse. Iscritto al Partito Socialista, attivissimo nei consigli di fabbrica e nelle lotte degli operai della FIAT, convinto rivoluzionario, frequentò la redazione del giornale L'Ordine Nuovo, ove ebbe modo di conoscere e di farsi apprezzare da Antonio Gramsci.
Nel 1920 prese parte all'occupazione delle fabbriche di Torino,
nel 1921 aderì alla fondazione del Partito Comunista d'Italia a Livorno e, nello stesso anno,
in qualità di dirigente della federazione giovanile del partito (ma in realtà già in procinto di essere espulso dal PCd'I), fu inviato a Mosca per partecipare, come delegato italiano, al Congresso della gioventù comunista.
Immediatamente dopo il suo arrivo, accusato di spionaggio, venne arrestato dalla polizia sovietica e inviato in un campo di lavoro. Come emerso dalle ricerche svolte dalla figlia, Luciana De Marchi, e pubblicate nell'opera citata in Bibliografia, Una bambina contro Stalin del giornalista e storico Gabriele Nissim, la partecipazione forzata di De Marchi al Congresso della gioventù comunista di Mosca fu solo un espediente, da parte del PCd'I, per inviare in URSS il giovane Gino, considerato dal Partito un traditore (e pertanto espulso dalle sue file e mai più riammesso). Sempre sulla base di quanto riportato nel volume, i dirigenti del Partito erano ben consapevoli del fatto che De Marchi non sarebbe stato affatto bene accolto in URSS. L'idea che Gino fosse un "traditore" e la sua conseguente espulsione, originavano da un vecchio episodio nel quale il giovane, ancora in Italia, arrestato e duramente pressato dai carabinieri, che minacciavano di rivalersi sulla madre Maria Dadone, aveva rivelato la presenza di un deposito di armi clandestino a Fossano, deposito predisposto per un'eventuale rivolta rivoluzionaria. Per questa sua debolezza non solo fu espulso ma sarà anche diffamato dai membri del PCI, nel suo stesso paese natio (Fossano), fino al crollo del Muro di Berlino. Nella stessa Fossano, la figlia riuscirà - dopo sforzi tenaci e vincendo molte resistenze - a far intitolare, il 24 aprile del 2004, una via al padre: nella targa si legge: "Poeta, regista, uomo politico, vittima dello stalinismo".
Liberato dai sovietici per l'intervento di Gramsci e inviato al confino, conobbe e sposò Vera Kornilova, una ragazza russa figlia di un ex ufficiale zarista, dalla quale ebbe una figlia: Luciana (l'autrice delle ricerche), nata nel 1924.
Ritornato a Mosca, ancora con l'aiuto di Gramsci, iniziò a lavorare come regista per la Mostekhfil'm, una società moscovita di produzione cinematografica che realizzava documentari di propaganda sull'edificazione del socialismo.
Nuovamente arrestato nel 1937 dalla NKVD, nel periodo più aspro delle "Grandi purghe" staliniane, gli fu estorta, sotto la minaccia di ritorsioni verso la moglie e la figlia, una falsa confessione di una sua presunta attività di spia fascista. Con tale accusa fu condannato a morte e fucilato nel 1938, pochi mesi dopo aver compiuto trentasei anni, nel poligono di Butovo, alla periferia della capitale russa. Dopo la morte dell'amico Gramsci, avvenuta il 27 aprile del 1937, nessun altro comunista italiano aveva tentato di salvarlo.
Nel 1956, con la denuncia dei crimini staliniani fatta da Chruščёv al XX Congresso del PCUS, venne riabilitato; ma la sua morte per fucilazione (e non per una presunta malattia) fu resa pubblica solo dopo la dissoluzione dell'URSS, nel 1990-91, e la conseguente apertura degli archivi segreti.
La figlia Luciana, tredicenne quando Gino fu giustiziato, si batterà a lungo in Unione Sovietica e in Italia per riabilitare la figura paterna, accusata ingiustamente. La sua esperienza sarà poi raccolta e pubblicata da Nissim nel volume citato.

### Vittime italiane dello stalinismo
- Vincenzo Baccalà
- Otello Gaggi
- Emilio Guarnaschelli
- Edmondo Peluso

### Articoli sulla stampa quotidiana
- Film su De Marchi. Lo stanno preparando in Unione Sovietica da La Stampa, del 14 settembre 1989, p. 7. Archivio storico. URL visitato il 14/06/2012
- Quell´italiano fucilato da Stalin di Lucio Villari, da la Repubblica del 17 maggio 2003, p. 37. URL visitato il 14/06/2012
- L'amico di Gramsci nel gulag ha ispirato la svolta di Fassino di Michele Smargiassi, da la Repubblica del 12 aprile 2007, p. 12. URL visitato il 14/06/2012
- Mio padre ucciso da Stalin di Nello Ajello, da la Repubblica del 9 giugno 2007, p. 49. URL visitato il 14/06/2012
- Una bambina contro Stalin di Valerio Cappelli, dal Corriere della Sera del 5 dicembre 2007, p. 51. Archivio storico. URL visitato il 14/06/2012

| Controllo di autorità | VIAF (EN) 63790956 · LCCN (EN) no2007082768 · J9U (EN, HE) 987007585298305171 |